# 2008年夏季奥林匹克运动会斯里兰卡代表团
2008年夏季奥林匹克运动会斯里蘭卡代表团会参加2008年8月8日至24日在中国北京主办的第29届夏季奥运。他們共派出8位運動員參與6個項目。當中，他們的女子短步運動員Susanthika Jayasinghe會於開幕式中出任旗手。

## 田徑
- Susanthika Jayasinghe（女子100米）
- Nadeeka Lakmali

## 羽毛球
- 蒂利妮·贾亚辛哈（女子單打）

## 拳擊
- Anurudha Rathnayake

## 射擊
- Edirisinghe Senanayake（10米氣手槍、25米手槍）

## 游泳
- Mayumi Raheem
- Daniel Lee

## 舉重
- Chinthana Vidanage（男子69公斤級）